# Kiefernwühlmaus

Verbreitungsgebiet der Kiefernwühlmaus

Die Kiefernwühlmaus (Microtus pinetorum) ist ein Nagetier in der Unterfamilie der Wühlmäuse, das im Osten Nordamerikas vorkommt. Die Art bildet mit zwei mexikanischen Feldmäusen die Untergattung Pitymys.

## Merkmale
Mit einer Kopf-Rumpf-Länge von 63 bis 110 mm, einer Schwanzlänge von 17 bis 25 mm und einem Gewicht von 25 bis 38 g ist die Art ein kleiner Vertreter der Gattung Feldmäuse. Sie hat 13 bis 19 mm lange Hinterfüße. Das seidenweiche Fell der Oberseite wird aus rotbraunen bis kastanienbraunen Haaren gebildet. Diese besitzen auf dem Rücken und auf dem Hinterteil schwarze Spitzen, was ein dunkleres Fell erzeugt. Auf der Unterseite kommt graues Fell vor. Vereinzelte Exemplare haben eine abweichende Fellfarbe, z. B. Albinos. Mit ihrem walzenförmigen Körper, kleinen Ohren und kleinen Augen ist die Kiefernwühlmaus an eine grabende Lebensweise angepasst. Der diploide Chromosomensatz besteht aus jeweils 62 Chromosomen (2n=62, F=62).
Exemplare, die im südöstlichen Teil des Verbreitungsgebiets in Georgia und Florida leben, sind nur etwa halb so groß, wie Individuen anderer Populationen. Möglicherweise stellen diese Exemplare eine noch nicht beschriebene Art dar.

## Verbreitung
Die westliche Grenze des Verbreitungsgebiets reicht vom Osten Nebraskas bis in den Osten von Texas. Im Norden erreicht die Kiefernwühlmaus Wisconsin, die zentralen Bereiche der Großen Seen, kleinere kanadische Gebiete südlich von Toronto und Montreal sowie das westliche Maine. Im Süden streckt sich das Verbreitungsgebiet fast bis zum Golf von Mexiko und im Osten bis zum Atlantik. Die Art fehlt in weiten Teilen der Halbinsel Florida. Eine abgegrenzte Population lebt auf dem Edwards Plateau in Zentral-Texas.
Die Kiefernwühlmaus bevorzugt bewaldete oder mit Sträuchern bewachsene Regionen mit lockerer Erde und einer ausgeprägten Humusschicht. Sie ist auch in anderen Habitaten, wie Apfelplantagen zu finden. Abweichend vom deutschen Namen ist die Art nicht auf Nadelwälder beschränkt. Sie wird oft in Laubwäldern mit Buchen, Ahornbäumen und Eichen angetroffen.
Der deutsche Name und das Art-Epitheton im wissenschaftlichen Namen beziehen sich dagegen auf den Fundort der ersten Exemplare. Als diesen gab John Eatton Le Conte 1830 einen Kiefernwald in Georgia an. Es ist laut einer Vermutung von V. Bailey aus dem Jahr 1900 derselbe Wald, der von der Familie Le Contes angelegt wurde.

## Lebensweise
Die Kiefernwühlmaus lebt in losen Verbänden in einem Tunnelsystem mit einem zugehörigen Revier, das etwa 0,1 Hektar groß ist. Die Mitglieder der Gruppen, die aus mehreren erwachsenen Tieren oder Weibchen mit Nachkommen bestehen können, weisen kein Territorialverhalten auf. Die Anzahl der Individuen in einem Revier schwankt zwischen 2 und 15. Die Art hält keinen Winterschlaf und sie kann zu allen Tageszeiten aktiv sein. Zur Nahrung zählen unter anderem Wurzeln, Knollen, Samen, Früchte und andere Pflanzenteile. Wenn die Art Rinde von Apfelbaumwurzeln frisst, kann sie großen ökonomischen Schaden verursachen. Weiterhin sind Schäden an Kartoffeln, Süßkartoffeln, Erdnüssen und Lilienzwiebeln dokumentiert. In ihrem Versteck oder an anderen Stellen legt die Kiefernwühlmaus Vorratslager an.
Die Fortpflanzung erfolgt zwischen Februar und November, oder möglicherweise über das ganze Jahr. Bei Weibchen kommen in dieser Zeit bis zu vier Würfe vor mit bis zu fünf Nachkommen pro Wurf nach 20 bis 24 Tagen Trächtigkeit. Die Jungtiere werden 17 bis 21 Tage gesäugt. Neben Tunnelsystemen im Erdreich werden auch Hohlräume in der Laubschicht oder unter umgestürzten Bäumen für Nester genutzt. Die kugelförmigen Nester werden mit Blättern und geschroteter Rinde gepolstert.

## Bedrohung
Der Gesamtbestand der Kiefernwühlmaus gilt als stabil und es liegen keine Bedrohungen vor. Die IUCN listet die Art als nicht gefährdet (Least Concern).